# Solange Sicard
Pour les articles homonymes, voir Sicard.
Solange Sicard est une actrice française, née le 5 janvier 1902 dans le 12e arrondissement de Paris et morte le 7 septembre 1969 à Clichy-la-Garenne dans les Hauts-de-Seine.
Elle débute dès 1921 à la Comédie-Française, où elle tient une quinzaine de rôles en trois ans.

## Biographie

### Origines
Solange Isabelle Sicard naît le 5 janvier 1902 au 51 rue Parrot dans le 12e arrondissement de Paris, de Joseph Sicard, médecin, et d'Angélina Grandcolas.  

### Carrière
Solange Sicard est plus connue par son cours d'art dramatique et son amitié avec Antonin Artaud que par ses compositions de petits rôles au cinéma. Jolie et douée, elle est affligée d'une boiterie qui la disqualifie dans de nombreux rôles.  
Directrice du cours Pathé rue Francoeur avant-guerre, puis à son domicile après, elle enseigna notamment à Jacques Dufilho, Suzanne Flon, Jean-Louis Trintignant, Simone Signoret, Stéphane Audran, Juliette Gréco, Nicolas Bataille, Nico Papatakis, Nathalie Nattier, André Valmy, Michèle Mercier, Christian Marquand, Piéral, Suzy Carrier, Jacques Berthier, Renée Delmas, Gilles Davidas, Thomas Sertillanges, Diane Kurys, Françoise Taillandier, Michel Leeb, Serge Martina, Philippe Khorsand...

### Vie privée
Solange Sicard épouse Pierre Anatole Foucher le 27 octobre 1925 à la mairie du 8e arrondissement de Paris, dont elle divorce le 2 avril 1930.

### Mort
Solange Sicard meurt le 7 septembre 1969 à Clichy-la-Garenne dans les Hauts-de-Seine,. 

## Filmographie
- 1921 : Fièvre (titre original : La Boue) de Louis Delluc : Patience
- 1922 : Molière, sa vie, son œuvre de Jacques de Féraudy
- 1926 : Feu Mathias Pascal de Marcel L'Herbier : Olive Mesmi
- 1935 : Le Billet de mille de Marc Didier
- 1936 : Les Petites Alliées de Jean Dréville : La Joliette
- 1937 : Feu ! de Jacques de Baroncelli
- 1938 : L'Affaire Lafarge de Pierre Chenal
- 1939 : La Mode rêvée de Marcel L'Herbier (court métrage)
- 1941 : Montmartre-sur-Seine de Georges Lacombe ; Une invitée de Mousette
- 1948 : Les Amants de Vérone d'André Cayatte : Luccia Maglia
- 1949 : L'École buissonnière de Jean-Paul Le Chanois
- 1950 : L'Homme qui revient de loin de Jean Castanier
- 1951 : Cœur-sur-Mer de Jacques Daniel-Norman : Mme Bonlieu
- 1951 : La Plus Belle Fille du monde de Christian Stengel : une mère
- 1952 : Seuls au monde de René Chanas : la sage-femme
- 1952 : Nous sommes tous des assassins d'André Cayatte : la mère d'Agnès
- 1952 : Quitte ou double de Robert Vernay
- 1952 : Le Huitième Art et la Manière de Maurice Régamey (court métrage)
- 1954 : La Cage aux souris de Jean Gourguet : Gros Lolo
- 1955 : Les Premiers Outrages de Jean Gourguet : la grand-mère
- 1956 : Les Collégiennes de André Hunebelle : la mère de Marthe
- 1956 : Mannequins de Paris de André Hunebelle
- 1957 : L'amour est en jeu (Ma femme, mon gosse et moi) de Marc Allégret
- 1957 : Cargaison blanche de Georges Lacombe
- 1957 : Isabelle a peur des hommes de Jean Gourguet : la grand-mère
- 1957 : Marchands de filles de Maurice Cloche
- 1958 : Paris Music Hall de Stany Cordier
- 1958 : Secret professionnel de Raoul André
- 1961 : Tendre et Violente Élisabeth d'Henri Decoin : la grand-mère

## Théâtre

### À la Comédie-Française
- 1921 : Les Fâcheux de Molière
- 1921 : Monsieur de Pourceaugnac de Molière
- 1922 : La Comtesse d'Escarbagnas de Molière
- 1922 : Le Paon de Francis de Croisset
- 1922 : Marion de Lorme de Victor Hugo
- 1922 : Les Phéniciennes de Georges Rivollet
- 1922 : Vautrin d'Edmond Guiraud d'après Honoré de Balzac
- 1923 : Électre de Sophocle
- 1923 : Le Carnaval des enfants de Saint-Georges de Bouhélier
- 1923 : Rome vaincue d'Alexandre Parodi
- 1923 : Les Deux Trouvailles de Gallus de Victor Hugo
- 1923 : Un homme en marche de Henry Marx

### Dans d'autres théâtres
- 1932 : La Fleur des pois d'Édouard Bourdet, théâtre de la Michodière
- 1953 : Le Gardien des oiseaux de François Aman-Jean, mise en scène Sacha Pitoëff, théâtre des Noctambules
- 1959 : Spectacle Jean Tardieu, mise en scène Jacques Polieri,   théâtre de l'Alliance française